# 小巴豆
小巴豆（学名：Croton tiglium var. xiaopadou）为大戟科巴豆属下的一个变种。

## 扩展阅读
- 維基物種上的相關：小巴豆